# EuroChem
EuroChem (russisch ЕвроХим, sprich Jewrochim) ist ein global aktiver Hersteller von Standard- und Spezialdüngern. Der Konzern verfügt über eigene Betriebsstätten für den Abbau von Phosphat- und Nitratmineralen sowie deren Weiterverarbeitung zu Düngemitteln. EuroChem ist einer der größten Düngemittelhersteller der Welt, mit eigener Kapazität in allen drei Primärnährstoffen - Stickstoff, Phosphate und Kali, nach Umsatz der viertgrößte weltweit.
EuroChem hat seinen Hauptsitz in Zug in der Schweiz. EuroChem verfügt über Produktions-, Logistik- und Vertriebsstandorte in Russland, Kasachstan, Estland, Litauen, Deutschland, Belgien,  Brasilien, China und den USA. Laut Jahresbericht stellte EuroChem 2019 mit über 27.000 Mitarbeitern über 100 Produkte her, die in mehr als 100 Ländern verkauft wurden.
Die Produktionsstätten des Unternehmens befinden sich in Russland, Belgien, Litauen und China. Es hat Bergwerke in Kowdor, Oblast Murmansk, Usolye, Region Perm, Kotelnikovo, Oblast Wolgograd in Russland und in der Provinz Zhambyl, Kasachstan.
Nach eigenen Angaben gehört EuroChem zu den fünf weltweit führenden Herstellern von Stickstoff, Phosphat, Kali und komplexen Düngemitteln.
Im Jahr 2021 erzielte EuroChem einen Umsatz von 10,2 Mrd. USD, davon entfielen auf Stickstoffprodukte 3,5 Mrd. USD, Phosphatprodukte 3,8 Mrd. USD und Kaliprodukte 1 Mrd. USD.

## Besitzverhältnisse
Nach dem Überfall Russlands auf die Ukraine 2022 und den Sanktionen gegen Russland seit dem Überfall auf die Ukraine teilte EuroChem mit, dass der Mehrheitsaktionär und Oligarch Andrei Melnitschenko am 9. März 2022 als Non-Executive Director des Board of Directors und Hauptbegünstigter zurückgetreten sei, jedoch ohne die neue Eigentümergesellschaft zu nennen. Melnitschenko hatte 90 Prozent der Muttergesellschaft EuroChem Group AG kontrolliert. Dem Vernehmen nach ist seine Frau die nun Begünstigte.

## Unternehmensstruktur
EuroChem ist eine Holding, die Produktionsstätten in Russland und Europa (Belgien, Litauen) hält und beschäftigt weltweit mehr als 27.000 Mitarbeiter. EuroChem kontrolliert die Düngemittelerzeugung vom Abbau der Rohstoffe (Phosphate, Nitrate, Kaliumerze) bis zum Endprodukt (Phosphatdünger, Stickstoffdünger, Futtermitteldünger). Die Vermögenswerte von EuroChem verteilen sich wie folgt:
Stickstoffvermögen
- Novomoskovskiy Azot (Stickstoffdünger, Harnstoff; Nowomoskowsk, Oblast Tula)
- Nevinnomysskiy Azot (Stickstoff- und Verbunddünger, Ammoniak, Industriegase, organische Syntheseprodukte; Newinnomyssk, Region Stawropol)
- EuroChem Nordwesten (Ammoniak)
- EuroChem Antwerpen (Salpetersäureanlagen, NPK- und AN / CAN-Einheiten, Nitrophosphorsäureanlage)
- EuroChem Migao (Kaliumnitrat und komplexe Düngemittel)

Phosphate Vermögenswerte
- Lifosa (Phosphatdünger, hochwertiges kommerzielles DAP und Futterphosphate; Kėdainiai, Litauen)
- Phosphorit (Phosphatdünger und Futterphosphate; Kingissepp, Oblast Leningrad)
- EuroChem-BMU (Phosphat- und Mischdünger; Beloretschensk, Region Krasnodar)

Kali-Vermögenswerte
- EuroChem-VolgaKaliy - Lagerstätte Kotelnikowo, Oblast Wolgograd
- EuroChem-Usolskiy Kalikomplex - Lagerstätte Verkhnekamskoe, Region Perm (Kali)

Umsatzverteilung
- Eigenes unabhängiges Vertriebsnetz in fünf Weltregionen: Europa, Russland und GUS, Nordamerika, Lateinamerika und Asien

## Business

### Meilensteine
Laut S&P Global Market Intelligence (ehemals SNL Financial) war das Unternehmen bei der Gründung von EuroChem in den 90er Jahren „nicht viel mehr als ein Paar Stickstoffanlagen aus der Sowjetzeit und eine Staubschalenphosphatmine, die vor der Schließung stand“, aber es wurde bald zu Russlands größtem und einem der weltweit größten High-Tech-Düngemittelhersteller.
Eines der wichtigsten Unternehmen von EuroChem, Novomoskovsky Azot, wurde zur größten Harnstoffproduktionsanlage in Europa, in der erstmals in Russland granulierter Harnstoff produziert wurde. Zusätzlich zu den bestehenden Anlagen wurden in Nevinnomyssk (einschließlich der ersten Melaminproduktionsanlage in Russland) und Kovdor (einschließlich eines Verarbeitungskomplexes für Apatit- und Staffeliterze) neue moderne Produktionsanlagen errichtet.
Eurochem kaufte 2005 seine erste Kalibergbaulizenz für die Erschließung der Lagerstätte Gremyachinskoe in der Nähe der Stadt Kotelnikovo südwestlich von Wolgograd. Einige Jahre später folgte der Kauf eines weiteren Lizenzgebiets - der Lagerstätte Verkhnekamskoe in der Nähe von Berezniki, Russlands Kalihochburg, im Jahr 2008. Im Jahre 2020 produzierte das Kaliprojekt Usolskiy 2,223 MMT Kali. Von Usolskij transportiert das Unternehmen den Dünger nach China oder zu Häfen in Murmansk und Tuapse, von dort weiter nach Europa, Lateinamerika, die Vereinigten Staaten und China.
Laut Clark Bailey, ehemaliger Geschäftsführer der Bergbauabteilung bei Eurochem, lautete die Wachstumsphilosophie des Unternehmens „vertikale Integration - vom ursprünglichen Mineral über den Transport bis hin zu dem Mann, der es auf dem Feld einsetzt" "flussaufwärts gehen und in allen Rohstoffen autark sein“.
In Kasachstan begann das Unternehmen mit dem Abbau von Phosphatgestein aus seiner Kok-Jon-Mine im Südosten des Landes. Eurochem hat die Beteiligung der kasachischen Regierung an Sary-Tas, einer Düngemittelanlage aus der Sowjetzeit in der Nähe von Karatau im Süden des Landes, aufgekauft. Die Anlage wurde seit den 1990er Jahren eingemottet, aber Eurochem modernisierte die Anlagen und baute neue Anlagen zur Herstellung billiger Düngemittel für den Verkauf in China, Indien, Zentralasien und Russland. Das Unternehmen produziert als Nebenprodukt auch Eisenerz aus seinem Bergwerk in Kovdor bei Murmansk, wobei der Großteil der Produktion von chinesischen Käufern gekauft wird.
Laut Bloomberg „brachte die Übernahme eines BASF SE-Werks in Antwerpen, Belgien, durch EuroChem am 31. März 2012 für 830 Millionen Euro neue Technologien für das Unternehmen“. Im Juli 2012 schloss EuroChem die Akquisition von K + S Nitrogen ab, einem Unternehmen, das stickstoffhaltige Düngemittel mit Schwerpunkt auf Hauptkunden in der Landwirtschaft und Sonderkulturen wie Obst, Gemüse und Trauben vermarktet.
Im Jahre 2013 gründete EuroChem ein Joint Venture mit dem chinesischen Düngemittelhersteller Migao, um seine Präsenz in Asien zu erhöhen und Kaliumnitrat und chloridfreie komplexe Düngemittel herzustellen.
Die im Juni 2019 in Betrieb genommene Ammoniakanlage EuroChem Northwest im Wert von 1 Milliarde US-Dollar in Kingisepp, Russland, verfügt über eine Produktionskapazität von 1 Million Tonnen (1 MMT) pro Jahr, wodurch die vollständige Selbstversorgung von EuroChem mit Ammoniak sichergestellt wird. Das Unternehmen genehmigte den Bau von EuroChem Northwest 2, einer neuen Anlage mit 1,1 MMT Ammoniak und 1,4 MMT Harnstoff, an einem angrenzenden Standort in Kingisepp, Russland. Durch die Nähe zu den Transportanlagen soll sichergestellt werden, dass das Ammoniak problemlos zu den Produktionsstätten und Weltmärkten transportiert werden kann.
Am 3. Februar 2022 wurde bekannt, dass Eurochem in der zweiten Jahreshälfte 2022 von der Borealis AG den Geschäftsbereich Düngemittel, Melamin und Stickstoff übernehmen wird. Aufgrund des Russischen Überfalls auf die Ukraine am 24. Februar 2022 wurde der Verkauf an EuroChem jedoch gestoppt.

## Umgebung

### Technologie
Nach eigenen Angaben hat Eurochem eine Abteilung für Sicherheit, Gesundheit und Umwelt, die verhindern soll, „dass Umweltschäden entstehen“, sie überwacht den Wasserverbrauch und die Emissionen der Werke.
Laut Bloomberg hat das Unternehmen geschlossene Wasser- und Dampfkreisläufe in seinen Anlagen. Es verwendet eine Technologie, welche das Entweichen von Wasserdampf begrenzt und erwärmt den Dünger mit Abwärme.
Laut Angaben des Unternehmens stellt Eurochem Spezialdünger her, die eine langsame Freisetzung von Nährstoffen in Kulturpflanzen ermöglichen, wodurch die nachteiligen Auswirkungen auf die Umwelt begrenzt werden. Seine verbesserte Düngemittel reduzieren das Auswaschen von Stickstoff in den Boden, verringern Treibhausgase (THG) und gefährliche Emissionen (Lachgas, Ammoniak) in Luft und Wasser bei Anwendung.
Der Düngemittel Entec 26 wurde von einer Kohlenstoffaustauschstiftung in der Schweiz anerkannt und war das erste Mal, dass der Beitrag fortschrittlicher Düngemittel zur Reduzierung der landwirtschaftlichen Emissionen anerkannt wurde.
EuroChem arbeitete in seinen Stickstoffwerken mit Coca-Cola und anderen Getränkeherstellern zusammen, um jedes Jahr CO2 abzuscheiden und es mithilfe modernster Reinigungstechnologie zu verarbeiten, um die Herstellung von kohlensäurehaltigen Getränken zu versorgen.

### Das Baltische Meer
Die im Juni 2019 offiziell in Betrieb genommene Ammoniakanlage EuroChem Northwest in Kingisepp, Russland, im Wert von 1 Milliarde US-Dollar wurde auf einer Brachfläche errichtet und verfügt über ein geschlossenes Wasserrecyclingsystem, um die Einleitung von Wasser in die Ostsee zu verhindern. Es verwendet 75 % des Abwassers aus der nahegelegenen EuroChem-Phosphorit-Phosphatanlage.
Die in Helsinki ansässige John Nurminen Foundation, eine auf den Schutz der Ostsee spezialisierte finnische Stiftung, arbeitet für die Ostseeökologie eng mit EuroChem zusammen.